# Viborg Stadion
Viborg Stadion – stadion piłkarski, położony w mieście Viborg, Dania. Oddany został do użytku w 1931 roku. Od tego czasu swoje mecze na tym obiekcie rozgrywa zespół piłkarski Viborg FF. Jego pojemność wynosi 9 566 miejsc.